# قتل‌عام بروانه
قتل‌عام بروانه (عربی: مجزرة بروانة) به کشتار ۷۰ نفر از غیرنظامیان سنی ساکن روستای بروانه به دست شبه‌نظامیان ناشناس شیعه یا داعش گفته می‌شود.